# Protium glaucum
Protium glaucum är en tvåhjärtbladig växtart som beskrevs av Macbride. Protium glaucum ingår i släktet Protium och familjen Burseraceae. Inga underarter finns listade i Catalogue of Life.